# Szövet (textilipar)

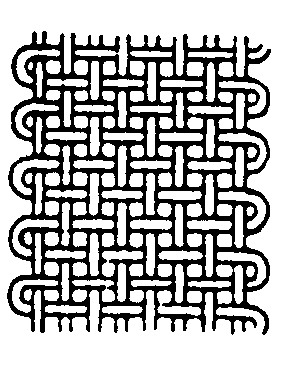
Vászonkötésű szövet:
a legegyszerűbb szövetszerkezet

A szövet a kelmék egyik fajtája, amely két egymásra merőleges fonalrendszerből: a hosszanti lánc- ill. a keresztirányú vetülékfonalakból épül fel. Ennek a két fonalrendszernek a fonalai szabályos rendszer szerint alul-felül keresztezik egymást és a kereszteződési pontokon fellépő fonalsúrlódás tartja össze a szövetet. Aszerint, hogy milyen elrendeződésben helyezkednek el a szövetben azok a kereszteződési pontok, ahol a láncfonal van felül, nagyon sokféle jellegzetes mintázatú szövetszerkezet ismert.

## A szövet kialakításának elvi menete
A láncfonalak alaphelyzetükben egymás mellett, egy síkban helyezkednek el. A szövet, azaz a lánc- és vetülékfonal-rendszer alul-felül történő szabályos kereszteződéseinek létrehozásához az szükséges, hogy a láncfonalak bizonyos csoportjait (a legegyszerűbb esetben minden másodikat) kiemeljék ebből a síkból és az így képződött nyíláson (amit ma szádnyílásnak nevezünk) átfűzzék a vetülékfonalat. Ezután ismét egy síkba hozzák a láncfonalakat, az általuk közrefogott vetülékfonalat szorosan a korábban bevezetett vetülékek mellé (vagyis a szövet széléhez) igazítják. Ezt követőleg, a következő vetülékfonal bevezetése előtt azokat a láncfonalakat emelik ki a síkból, amelyek előzőleg nyugalomban voltak, és az újabb szádnyíláson ismét átvezetik a vetülékfonalat, de most ellenkező irányban haladva. A láncfonalak zárásával és az új vetülék beigazításával fejeződik be ez a művelet. Ennek a műveletsornak a folyamatos ismétlésével jön létre a szövet.
A láncfonalak emelését és süllyesztését ma úgy oldják meg, hogy a fonalakat egy-egy fémpálca nyílásán fűzik át és a pálcákat (nyüstszálakat) emelik-süllyesztik. Ezeket a pálcákat bizonyos – a kötésmódtól függő – csoportosításban egy-egy keretre erősítik (ez a nyüstkeret) és magát a keretet mozgatják fel-le. Így az egyes nyüstkeretekhez tartozó fonalak mindig azonos módon alkotnak kötéspontot. Egyszerűbb kötéseknél, ahol csak néhány különbözőképpen kötő láncfonalcsoport van, a nyüstkereteket bütykös tárcsával mozgatják fel-le. Bonyolultabb szövésminták készítéséhez jóval több nyüstkeretere van szükség, ezeket a gépre szerelt ún. nyüstgép válogatja ki minden vetés előtt, a mintának megfelelő program szerint, - az így készült szöveteket nevezik nyüstös szöveteknek.  Jacquard-szövetek készítésénél a nyüstszálakat – ismét csak bizonyos, de most a gép konstrukciója által megszabott – csoportosításban a mintának megfelelően emelik-süllyesztik, amit egy programozható berendezés (az ún. jacquard-berendezés) irányít. Ennek következtében a mintának megfelelően változtatható, hogy egy-egy láncfonal mikor emelkedjék és mikor süllyedjen, ami sokkal változatosabb mintázatok kialakítását teszi lehetővé, mint a nyüstös szövésnél.
A leírtak szerint a szövéshez számos láncfonalra és elvileg egyetlen vetülékfonalra van szükség. Több vetülékfonalat már mintás szövetek készítéséhez használnak. Hosszanti csíkos szöveteket színes láncfonalak, keresztcsíkos szöveteket színes vetülékfonalak alkalmazásával állítanak elő. Színes kockás mintákat színes lánc- és vetülékfonalak kombinációival készítenek. Ezeket nevezik tarkánszőtt szöveteknek (jellegzetes példa erre a konyharuhák szokásos mintázata.)

## Történeti összefoglalás

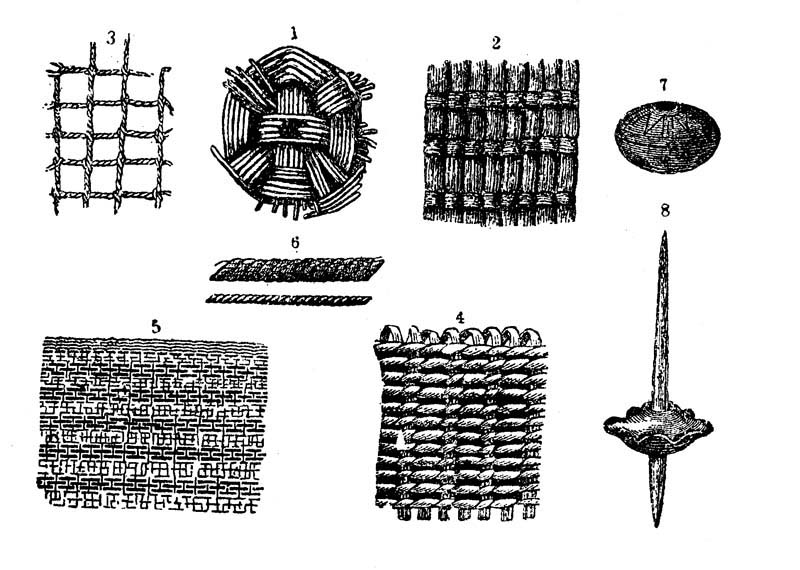
Néhány használati tárgy a történelem előtti időkből, amely a szövés technikáját idézi (halászháló, kosárfonat, sövény, kötél ill. zsineg), továbbá fonal készítésére használt orsó és orsónehezék

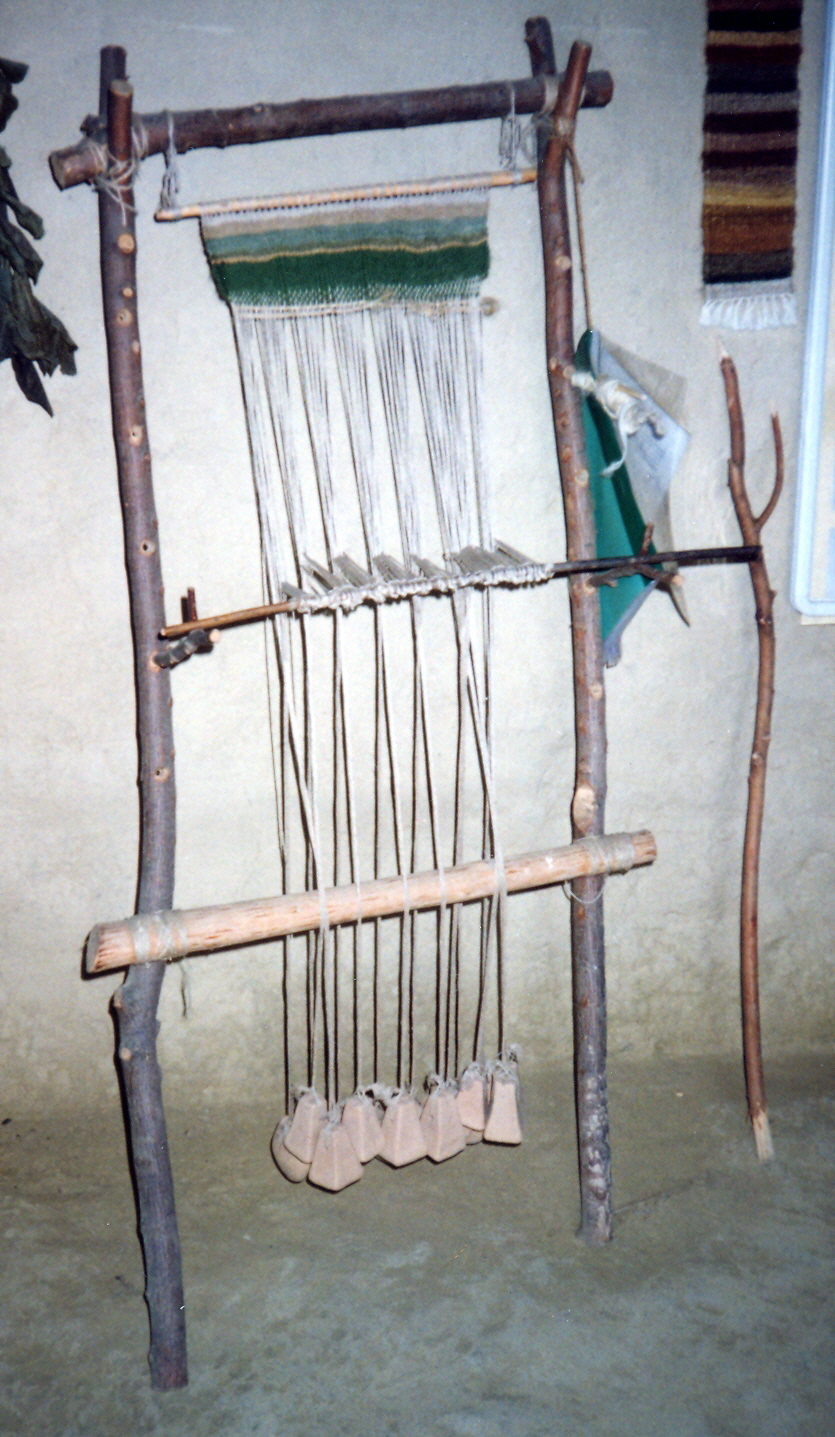
Primitív szövőállvány reprodukciója (Százhalombatta, Régészeti Park)

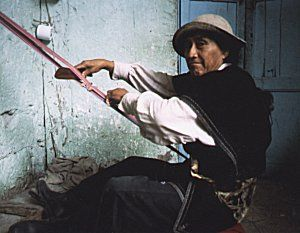
Szövés derékra kötött láncfonalakkal

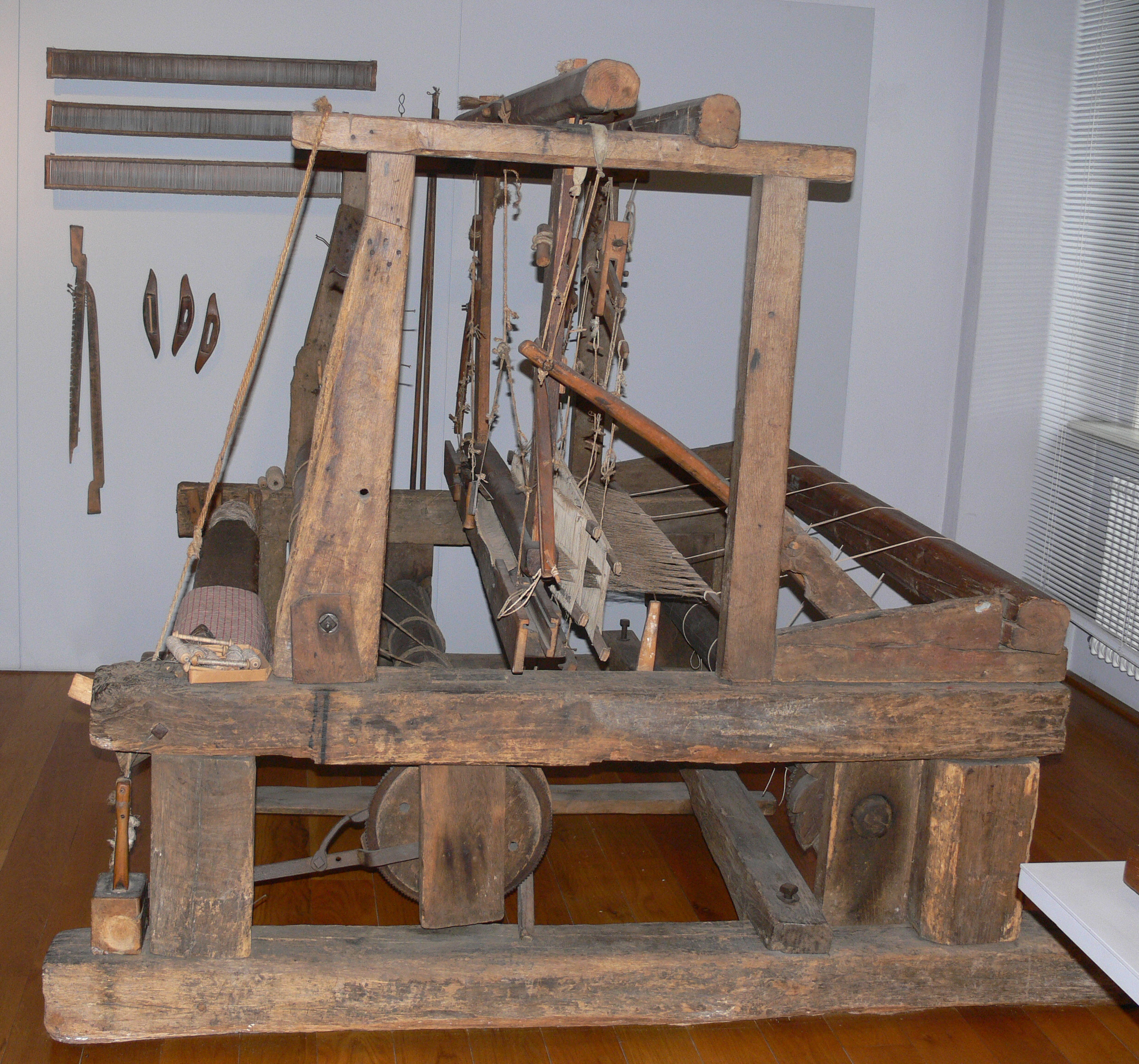
Kezdetleges felépítésű szövőszék

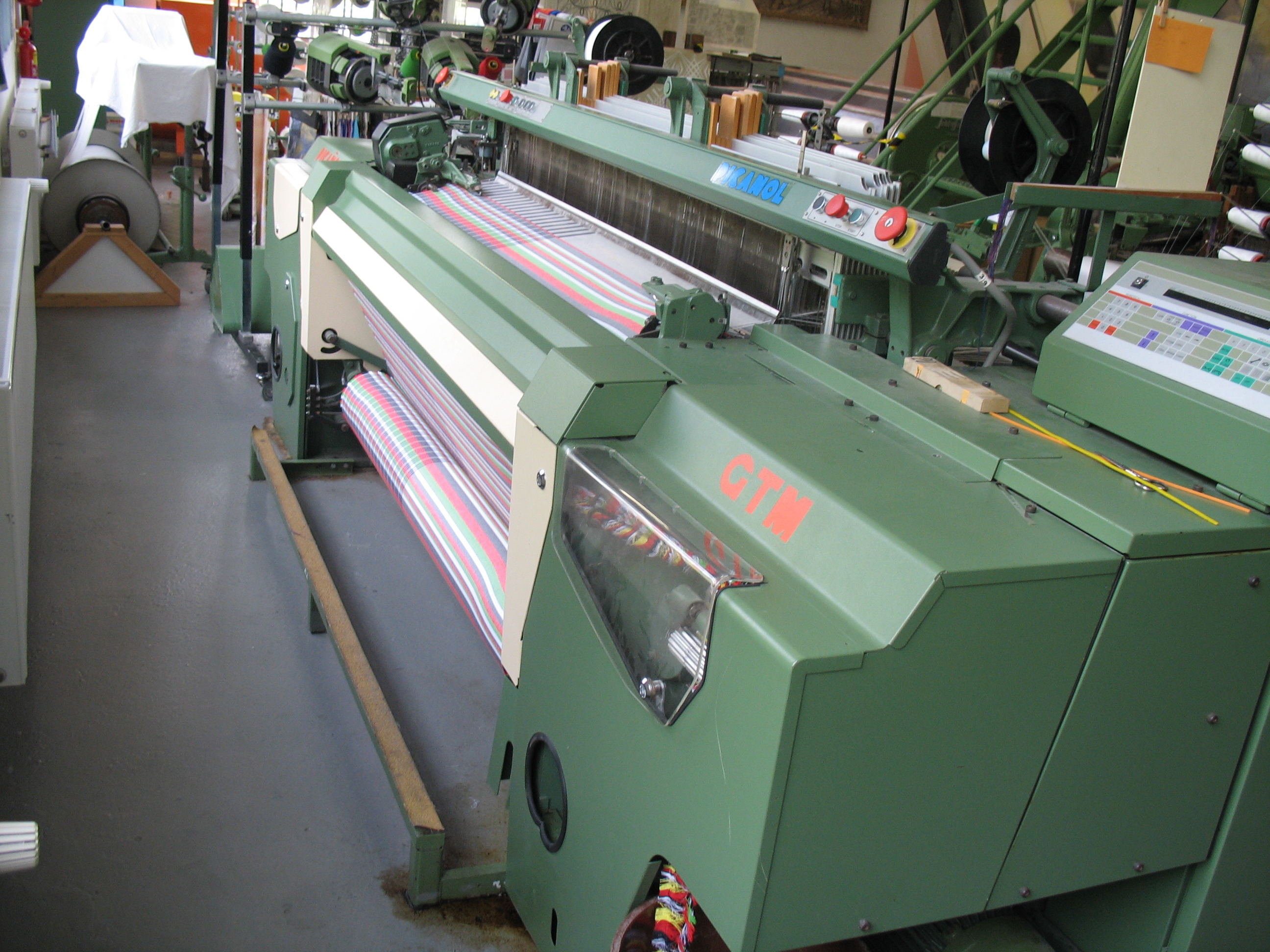
Mai korszerű szövőgép

A szövet ősi anyag, egyike az emberiség legrégibb találmányainak. Eredetét a régészeti kutatások az újkőkorszakra (i. e. 9.–8. évezred) teszik. Az ősember faágakból és háncsokból készült, a szövet szerkezetéhez hasonló – azaz az ágaknak, háncsoknak egymást kölcsönösen keresztező összefűzésével készített tárgyakat készített. Nyilvánvalóan ebből alakult ki a – kezdetben minden bizonnyal csak a ruházkodás célját szolgáló – szövetek készítése, amihez azonban már fonalra volt szükség.
A régészeti leletek több évezred távolában is megőrizték egyes textíliák szövött anyagát, különösen a hideg száraz helyekről föltárt temetkezésekből. Egyik legismertebb ilyen lelőhely az Altáj-hegységben Pazirik, ahol a szkíta királysírokban 2500 éves textíliákat ástak ki az orosz régészek Szergej Rudenko vezetésével Ugyancsak ismertek sumér kori textíliaábrázolások 4000 éves szobrokon.
A szövet készítésére alkalmas eszköz kezdetben abból állt, hogy a ma „láncfonalaknak” nevezett hosszanti fonalakat egy faágról lógatták le és a végükre kőből vagy agyagból készült nehezéket kötöttek. Az így kialakított fonalseregen fűzték át – a fonalak alul-felül kereszteződéseit kialakítva – az ezeket összekapcsoló egyetlen fonalat, amit ma „vetülékfonalnak” nevezünk. Ez a technika maradt fenn Európában és a Közel-Keleten, bár a későbbi korokban már e célra szerkesztett faállványt használtak, amit állítva vagy fektetve (földbe vert karókon) helyeztek el. A Távol-Keleten (pl. Kínában, a Fülöp-szigeteken) és Amerikában a szövő a láncfonalakat a derekára erősítette, ami lehetővé tette számára, hogy a fonalakat megfeszítse vagy meglazítsa, ahogy a vetülékfonalak átfűzése szükségessé tette.
Az álló szövőállványon a láncfonalak felső végét keresztrúdra erősítették és alul nehezékeket akasztva rájuk feszesen tartották. A szádnyílást a fonalak közé befektetett pálcával hozták létre, amelyeket váltakozva emeltek fel ill. süllyesztettek le, így állítva elő azt az elrendezést, hogy hol a páros, hol a páratlan számú láncfonalak emelkedjenek ki a síkból. A szövést, azaz a keresztirányú vetülékfonalak befűzését felül kezdték el és lefelé haladtak. A vetülékfonalat egy fésűvel igazgatták a már elkészült szövet széléhez. Akár 2–3 m széles szöveteket is készítettek így, emiatt jobbra-balra kellett járkálniuk a vetülékfonal átfűzéséhez. Az elkészült szövetet felfelé feltekercselték a keresztrúdra.
A fekvő szövőállványon a láncfonalak mindkét végét egy-egy keresztrúdra erősítették és a szövő az állvány mellett guggolva végezte a munkáját, ami rendkívül fárasztó volt. Később alakult ki az a megoldás, amikor a szövő helyét a földben kimélyítették, hogy ott ülve jobb testhelyzetben dolgozhasson.
A szövés rendkívül fontos tevékenység volt már az ókorban is, amit az is mutat, hogy isteni eredetű mesterségnek tartották. A görög mitológia szerint pl. ezt a tudományt Pallasz Athéné tanította meg az emberiségnek. Fontosságáról tanúskodnak a különböző korokból ránk maradt egyiptomi falfestmények és sírmellékletek is. Az i. e. 5. században élt Hérodotosz is leírta egyik munkájában az egyiptomiak egy fajta szövőállványát. A rómaiak is az egyiptomiaktól vették át a szövés technikáját. Közép-Európába valószínűleg Ázsiából, Bizáncon keresztül jutott el ez a mesterség.
A kínaiak hosszú ideig nagy titokban tartották a selyemkészítés és a selyemszövés gyártási technikáját. Az egyik ázsiai módszer szerint a láncfonalak egyik végét egy közel függőleges állvány vízszintes kereszttartójához erősítették, a másik végét egy másik rúdhoz erősítették és ezt a szövő derekára kötötték. Így a szövő, aki a földön ült, maga tartotta feszesen a fonalakat. Ezzel a módszerrel azonban csak keskeny szöveteket lehetett készíteni.
A szövőállványnak különböző népeknél különböző változatai alakultak ki, amelyekből végül, hosszú fejlődési folyamat eredményeként jelent meg a ma is ismert szövőszék eredeti formája. Első ábrázolása egy, a 12. században készült, Cambridge-ben őrzött kódexben látható. Itt a láncfonalak már hátul egy hengerre feltekercselve (mai szóhasználattal: felvetve) láthatók. Korábban ugyanis ezeket a fonalakat kötegekbe rendezték és súlyokkal terhelve fonatszerűen lelógatták. Fennmaradt a 13. századból a nyüstös szövőszék ill. a 18. századból a húzózsinóros (damaszt-) szövőszék kínai ábrázolása.
Európában az itáliaiak és spanyolok mellett főleg a flamandok voltak a szövés nagymesterei. Ők a németalföldi politikai zavargások miatt áttelepültek a környező országokba és magukkal vitték tudományukat is, meghonosítva ezt a mesterséget más országokban is.
A szövés Európában is évszázadokon át házilag végzett munka volt: a fonalat a nők fonták, a szövést a férfiak művelték. A középkori városokban a szövők (takácsok) céhekbe tömörültek, de a merev céhszabályok egyre inkább akadályozták a technikai fejlődést. A 17. században azonban már nagyon megnőtt az igény a jó minőségű szövetek iránt, amit Indiából és Távol-Keletről importáltak. A fokozott igények kielégítésére irányuló törekvés vezetett – elsősorban Angliában – a szövőszékek termelékenységének növeléséhez. Az ipari fejlődés – különösképpen pedig a 18. században végbement ipari forradalom – hatalmas lökést adott a szövés és a szövőszék, majd a már nem emberi erővel hajtott szövőgép fejlesztéseinek és ezzel a szövetkészítés teljes folyamatának. 1730-ban találta fel John Kay az ún. gyorsvetélőt. A takácsok addig a vetülékfonalat befogadó szerkezetet, a „vetélőt” egyik kezükből a másikba csúsztatva juttatták át a szádnyíláson. Kay találmányának lényege az volt, hogy egy ostorszerkezettel a szádnyílás egyik végén nagy erejű lökést adott a vetélőnek, amely egyszerre átlökte azt a szádnyílás túlsó végére, majd a következő vetésnél a másik oldalról hasonlóképpen juttatták vissza. Ez nagymértékben meggyorsította a szövés munkáját. 1760-ban John Kay fia azután feltalálta a váltófiókot is, amely lehetővé tette több különböző színű vetülékfonal váltakozó bevetését. A szövés további gépesítésének fontos állomása volt, amikor Edmund Cartwright 1784-ben szabadalmaztatta a gőzgéppel hajtott szövőgépet; a gőzgép transzmissziós hajtás révén egész gépcsoportokat tudott működtetni. A Joseph Marie Jacquard által 1805-ben szabadalmaztatott lyukkártyás mintavezérlés pedig rendkívül meggyorsította a nagy mintázatú szövetek készítését. A fejlődést a 19. század tízes éveiben a géprombolók (ludditák) sem tudták feltartóztatni, akik pedig a technikai fejlődést jelentő számos textilgépet összetörtek. A 20. században a transzmissziós szíjhajtást felváltotta a villanymotorokkal történő egyedi hajtás (az első ilyen gépet 1879-ben Siemens készítette). A nagyfokú automatizálás és az elektronikus mintavezérlés révén, igen csekély emberi munkát igényelve működnek a legkorszerűbb szövőgépek, a kézi szövéshez képest sok százszoros teljesítményt nyújtva még a legbonyolultabb mintázatok esetében is.

## A szövet szerkezete

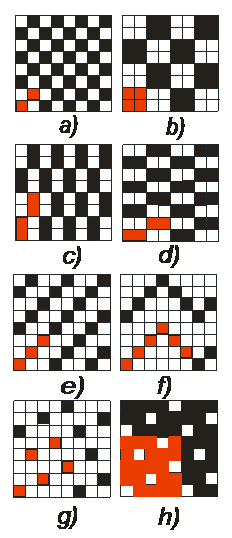
Különböző egyszerű szövet-kötésmódok.
a) – vászonkötés,
b) – panamakötés,
c) – láncripsz,
d) – vetülékripsz,
e) sávolykötés,
f) – ék alakú sávoly,
g) – láncatlasz,
h) – vetülékatlasz

A szövetben az egyes lánc- ill. vetülékfonalak kölcsönösen keresztezik egymást. Attól függően, hogy a láncfonalak közül hol melyik van a vetülékfonal felett, ill. alatt, különböző kötésmódok alakulnak ki.
A szövet szerkezetének, azaz a lánc- és vetülékfonalak kereszteződési pontjainak egyszerűsített ábrázolására, az ún. kötésrajzhoz vagy patronrajzhoz nemzetközileg elfogadott módon négyzethálós papírt használnak. Ezen az egymás fölött elhelyezkedő négyzetek egy-egy láncfonalat, az egymás melletti négyzetek egy-egy vetülékfonalat képviselnek. A kitöltött négyzet olyan kereszteződési pontot ábrázol, ahol a láncfonal van felül, vagyis a szövet színoldalán (ennek neve: lánckötéspont), kitöltetlen négyzet pedig olyat, ahol a vetülékfonal van felül a színoldalon (ez a vetülék-kötéspont). (Színoldalnak a szövetnek azt az oldalát nevezik, amelyen a szövet karaktere, esetleges mintázata a legszebben érvényesül, amely a használatban kívülre, látható helyre kerül.) A kötés legkisebb, mind lánc-, mind vetülékirányban ismétlődő része a mintaelem. Ezt a kötésrajzon általában elhatárolják (esetleg más színnel is jelölik).
A kötésmód alapvetően befolyásolja a szövet megjelenését és fizikai, mechanikai tulajdonságait.

### Alapkötések
A szövetek szerkezete három alapkötésre vezethető vissza. Ezek:
- vászonkötés,
- sávolykötés és
- atlaszkötés (szaténkötés).

Minden további kötésmód ezekből vezethető le.

#### Vászonkötés
A legegyszerűbb, legrégibb, legerősebben összekötött szövetet eredményező kötésmód a vászonkötés, amelynek mintaeleme mind lánc-, mind vetülékirányban 2 fonalból áll. Mindkettő egyszer van fent, egyszer lent. Kötésrajza a kötéspontok sakktáblaszerű elrendeződését mutatja. A vászonkötésű szövet mindkét oldala egyforma.

#### Sávolykötés
A sávolykötés jellegzetessége, hogy a kötéspontok átlós irányban sorakoznak és az így kialakuló vonalak párhuzamosan haladnak a szövetben. Aszerint, hogy a szövet színoldalán melyik fonalrendszer érvényesül (a lánc- vagy a vetülék-kötéspont van-e felül), lánc- ill. vetülékoldalú sávolyt különböztetünk meg, Ha a kétféle kötéspont száma megegyezik, egyenlő oldalú sávolykötésről beszélünk. A sávolykötésű szövetek valamivel lazább szerkezetűek, mint a vászonkötésűek, ezért ezt a kötésmódot előszeretettel alkalmazzák ruházati cikkek anyagainál, mert puhább, hajlékonyabb szövetet eredményez.

#### Atlaszkötés
Az atlasz- vagy szaténkötés jellegzetessége, hogy a kötéspontok egyenletesen oszlanak el a szövet felületén. Itt is megkülönböztetünk láncoldalú ill. vetülékoldalú atlaszt, attól függően, hogy a színoldalon melyik fonalrendszer kötéspontjai vannak túlsúlyban. Az atlaszkötésű szövetek sima, fényes felületűek, különösen akkor, ha selyemfonalból vagy mesterséges anyagú filamentfonalból készülnek, amelyek maguk is már eleve simák és viszonylag fényesek. A szaténszöveteket ezért előszeretettel használják fehérnemű- és ruhaanyagok, valamint bélésszövetek és dekorációs szövetek készítésére.

### Levezetett kötések
Az alapkötésekből levezetett kötéseknek számtalan változata van, ilyen pl. a panamakötés, amelyben két-két lánc- ill. vetülékfonal a vászonkötésnek megfelelően kereszteződik, vagy az ék alakú sávoly, amelynél a kötéspontok dőlésiránya egy idő után ellenkező irányba fordul stb. Az erősen bordázott hatást adó ripszkötés szintén a vászonkötésből vezethető le: ugyanabba a szádnyílásba két vagy több vetüléket vetek be (harántripsz), vagy egy-egy vetülékfonal több egyformán kötő láncfonalat keresztez (hosszripsz). Ezekből és a különböző kötésmódok kombinációiból alakítható ki a szövet mintázata.
A szövetek mintázatát tehát jelentős mértékben a kötésmód határozza meg. Emellett fontos eszköz a színes fonalak használata (mind láncban, mind vetülékben), amelyek a kötésmóddal együtt a legváltozatosabb színminták kialakítását teszik lehetővé. Hasonlóképpen alkalmazhatók különböző nyersanyagú fonalak is, amelyek vagy a fonalszerkezet különbözőségénél fogva, vagy a szövet színezésekor mutatkozó eltérő színfelvételük folytán eredményezhetnek mintahatást. A legbonyolultabb mintázatokat jacquard-szövőgépeken lehet előállítani.

### Néhány jellegzetes szövettípus

#### Bársony
A bársonyszövetek két lánc- és egy vetülékrendszerrel (láncbársony), vagy egy lánc- és két vetülékrendszerrel (vetülékbársony) készülnek. Az alaplánc és az alapvetülék készíti magát az alapszövetet. A láncbársonyra jellemző felvágott, a felületet borító, abból kiálló fonalvégek pedig úgy keletkeznek, hogy a másik vetülék nem fonal, hanem egy éles pengében végző fémpálca, amely a második (bársony-) láncrendszer fonalait bevetéskor elvágja. A szövet kötésmódját úgy kell megtervezni, hogy a bársony láncrendszer megfelelő elrendezésben szorosan kötődjék az alapszövethez, így az elvágott láncfonalak ne hulljanak ki. A vetülékbársony (pl. a kordbársony) egy lánc- és két vetülékrendszerrel készül. Az alap-vetülékfonalak közé bevezetett bársonyvetülékek lebegnek (ezeket több láncfonal felett, helyzetváltoztatás nélkül vetik be). Szövés után külön műveletben történik a felvágás, amikor a lebegéses részekbe körkéses vágóval ellátott tűket vezetnek be. (A felvágás nélküli, bársonyszerkezetű szövetek a plüssök.)

#### Frottír
A frottírszövetek szabályos hurkokkal borított szövetek; a hurkokat szintén egy külön láncfonalrendszer fonalaiból alakítják ki.

#### Dublé
Bonyolultabb kötésmódok alkalmazásával – és erre alkalmas gépeken – olyan szövetek is készíthetők, amelyek két rétegből állnak és e rétegek között üregek képződnek (dublé szövetek).

#### Gobelin szövés

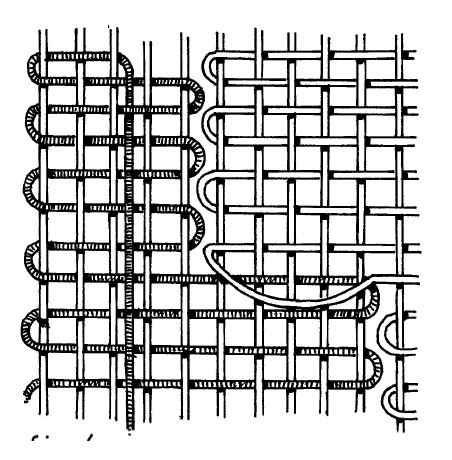
A gobelin szerkezete

A gobelin (szövött kárpit) szerkezete annyiban tér el a szokványos szövetétől, hogy a vetülékfonalak nem a szövet teljes szélességében húzódnak, hanem csak néhány láncfonalat kereszteznek. A különböző színű és elrendezésű vetülékfonalakból alakul ki a minta. A vetülékfonalakat ennél az eljárásnál kézi munkával helyezik be.

## A szövetek utólagos megmunkálása
A szövőgépről lekerült nyers szövet általában további megmunkálásokat igényel, amit összefoglaló néven kikészítésnek neveznek. Tágabb értelemben ebbe tartozik a színezés is. Ezek a műveletek nagy mértékben függnek a szövet anyagától, szerkezetétől és felhasználási céljától.
A legfontosabb, legjellegzetesebb kikészítési műveletek a következők (alkalmazásuk és sorrendjük tehát a mindenkori szövet jellegétől függ):
- Pamut- és cellulózalapú mesterséges szálasanyagokból készült szöveteknél:

tisztító műveletek: perzselés, írtelenítés, mosás, főzés, fehérítés, szárítás;
nemesítő műveletek: mercerezés, színezés, színnyomás, mérettartósítás;
a szövet jellegét kialakító műveletek: bolyhozás, nyírás, simítás (kalanderezés), domború minta belepréselése a szövet felületébe (dombormintás hengerrel ellátott kalanderen).
- Gyapjúszöveteknél:

tisztító műveletek: mosás, karbonizálás (a gyapjúban maradt növényi szennyeződések lebontása a cellulóz ásványi savas hidrolízisével; csak akkor következik be a művelet elnevezésére utaló elszenesedés is, ha kénsavval végzik), majd e maradványok eltávolítása, fehérítés, szárítás;
nemesítő műveletek: színezés, kallózás (ványolás), dekatálás (méretrögzítés), színezés;
a szövet jellegét kialakító műveletek: bolyhozás, nyírás, gőzölés, kefélés;
- Selyemszöveteknél:

hámtalanítás (a hernyóselymet borító szericin eltávolítása meleg szappanos vízben);
nehezítés (a hámtalanítás okozta tömegveszteség visszapótlása fémsókkal);
fehérítés, színezés;
moaré nyomás (faerezet-szerű fényhatás előállítása a ripszkötésű szövet felületén moaré kalanderezéssel.
- Szintetikus szálasanyagú szöveteknél:

mosás,
fehérítés,
színezés,
hőrögzítés (mérettartósítás);
nemesítő kikészítések: antisztatizálás (a sztatikus feltöltődés elleni kezelés), göbösödésmentesítő kikészítés.

## A szövetek tulajdonságjellemzői
A szövet legjellemzőbb műszaki adatai a következők:
- nyersanyag-összetétel (a lánc- és vetülékfonalakban alkalmazott szálasanyagok összesített százalékos aránya, pl. 50% pamut/50% poliészter)
- a lánc-, ill. vetülékfonalak nyersanyag-összetétele külön-külön (pl. láncfonal: 50% pamut/50% poliészter, vetülékfonal: 50% pamut/50% poliészter)
- kötésmód (pl. vászonkötés)
- a lánc- ill. vetülékfonalak finomsága[Jegyzet 1]
- lánc-, ill. vetüléksűrűség (a lánc- ill. vetülékfonalak száma 100 mm-re számítva)
- a szövet területi sűrűsége (1 m² szövet tömege grammban)
- szövetszélesség

Ezeken kívül fontos adatok:
- a szövet színe, ill. mintázata (pl. nyomott szövetek esetében)
- a szövet kikészítése
- a használat szempontjából fontos tulajdonságok:

- szilárdsági tulajdonságok (szakítóerő és szakadási nyúlás lánc ill. vetülék irányban, eredetileg sértetlen szöveten, ill. a továbbszakításhoz szükséges erő, ha már egy helyen megindult a szakadás)
- hossz- és keresztirányú (lánc-, ill. vetülékirányú) rugalmasság (a szövet visszaugró képessége meghatározott mértékű nyújtást követőleg)
- a színtartósági értékek (milyen mértékben változtatja a szövet a színét különböző fizikai és kémiai hatásokra, pl. mosás, vegytisztítás, száraz ill. nedves dörzsölés, izzadság, fény, vasalás hatására)
- a szövet kopásállósága
- a szövet göbösödési hajlama (dörzsölés hatására keletkeznek-e a felületén és milyen mértékben kiálló szálcsomók)
- a szövet égési tulajdonságai (mennyire gyúlékony)
- a szövet légáteresztő képessége
- a szövet vízáteresztő képessége
- stb.
Nemzetközi szabványok rögzítik ezeknek a tulajdonságoknak a vizsgálati módszereit és a szállítási szerződésekben kell előírni, hogy a megrendelő ezekre nézve milyen követelményeket támaszt. E követelmények mindig a szövet felhasználási céljától függnek.

## A szövetek alkalmazása
A szövetek mindennapjaink nélkülözhetetlen anyagai. Felhasználási területük a ruházkodáson (ide értve a védőruhákat is) kívül kiterjed a lakástextíliákra (bútorkárpitok, szőnyegek, függönyök, takarók), a háztartási textíliákra (törülközők, konyhai törlőkendők stb.) és számos műszaki területre is (ponyvák, hevederek, különböző műszaki felhasználású szalagok, járművek kárpitozásai, kompozitok erősítőanyagai stb.), de a gyógyászat sem nélkülözheti őket (kötszerek, kórházi felszerelések). Sokoldalú felhasználásuk folytán rendkívül sokféle fajtájuk van és a szálasanyagok minden fajtáját felhasználják a készítésükre.

## A szövet művészeti kapcsolatai

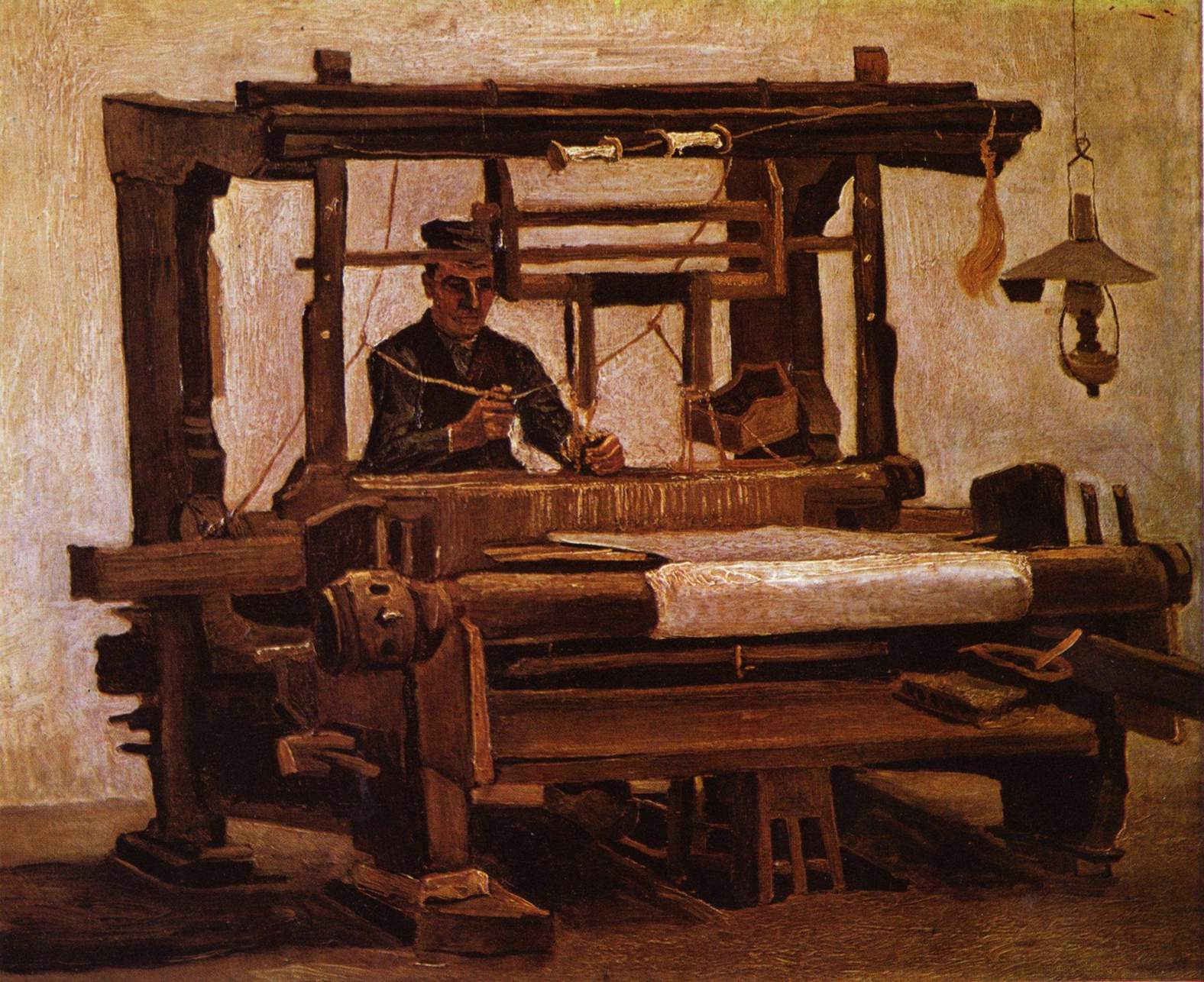
Vincent van Gogh: Takács munkában

A mintás és módosított (pl. bolyhos, hurkos) felületű szövetek nagy szerepet játszottak és játszanak ma is a textilművészetben. Különböző színű, mintázatú és kikészítésű szövetek kombinációi számos, textilanyagból készült műalkotáson megtalálhatók. Szövetekből – a gobelineken kívül is – gyakran készítenek iparművészeti alkotásokat, képeket. A szövetek fontos alapanyagai a hímzett ruhadaraboknak, terítőknek stb. A festővászon a képzőművészet nélkülözhetetlen kelléke.
A szőttesek a háziipar szövött termékei, amelyek rendkívül jellemzők egy-egy tájegység népművészetére. Ezeket a szöveteket jellemzően kézi szövőszéken állítják elő.
A szövésnek számos érdekes matematikai kapcsolata is van, amely a szövésben jelentkező szimmetria következménye is.

## Jegyzet
1. ↑  Lásd bővebben a fonal szócikkben.

## Külső hivatkozások
- Néprajzi kapcsolatok.
- A szőttes
- A kender, a len és a gyapjú népi feldolgozása.
- A háziipar Magyarországon
- Hazai szövőgyárak
- Szövés.lap.hu - linkgyűjtemény